# Norah Jones

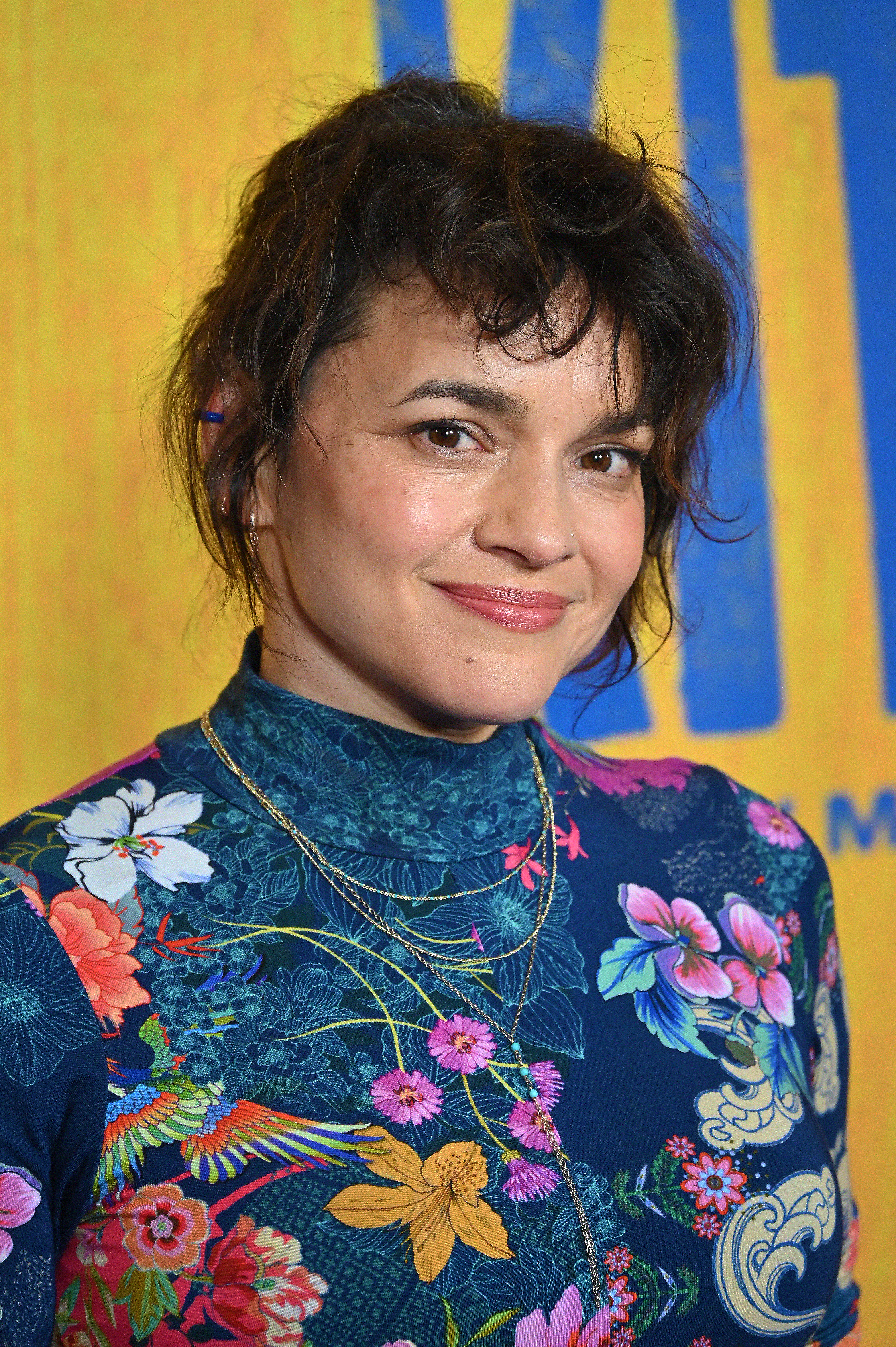
Norah Jones (2025)

Norah Jones (* 30. März 1979 als Geethali Norah Jones Shankar in Brooklyn, New York City) ist eine US-amerikanische Soul- und Jazz-Sängerin, Pianistin, Songwriterin und mehrfache Grammy-Preisträgerin.

## Leben und Wirken
Norah Jones ist die Tochter von Susan Jones und Ravi Shankar. Anoushka Shankar ist ihre Halbschwester. Im Alter von vier Jahren zog sie mit ihrer Mutter nach Grapevine, Texas, eine Vorstadt von Dallas. Zwei Jahre später nahm sie Klavierunterricht, für einige Zeit spielte sie auch Saxophon und Trompete. Mit 15 Jahren schrieb sie sich an der Booker T. Washington High School for the Performing and Visual Arts ein, an der auch Erykah Badu und Roy Hargrove ihren Abschluss machten. Bereits während ihrer Schulzeit erhielt sie einige Preise für ihren Gesang und ihre Kompositionen. Sie änderte mit 16 Jahren und mit der Erlaubnis ihres Vaters ihren Namen. Nach der High School ging Jones 1997 an die für ihren guten Musikunterricht bekannte University of North Texas und studierte dort Jazzpiano. Nebenbei sang sie in der Band Laszlo.
1999 zog sie nach New York und trat regelmäßig mit der Funk-Band Wax Poetic um İlhan Erşahin auf. Doch bald gründete sie mit Jesse Harris, Lee Alexander und Dan Rieser ihre eigene Band. Im Oktober 2000 nahmen sie einige Demobänder für Blue Note Records auf und im Januar 2001 unterzeichneten sie dort einen Vertrag. Jones nahm für Charles Hunters Album Songs from the Analog Playground zwei Lieder auf: More Than This von Roxy Music und Day Is Done von Nick Drake.
2003 erhielt Jones für ihr von Arif Mardin produziertes Album Come Away with Me fünf Grammys. Dadurch wurde sie einem breiteren Publikum bekannt. Ein Jahr später erschien das Album Feels Like Home. 2006 brachte sie mit ihrer Band The Little Willies ein gleichnamiges Album heraus.

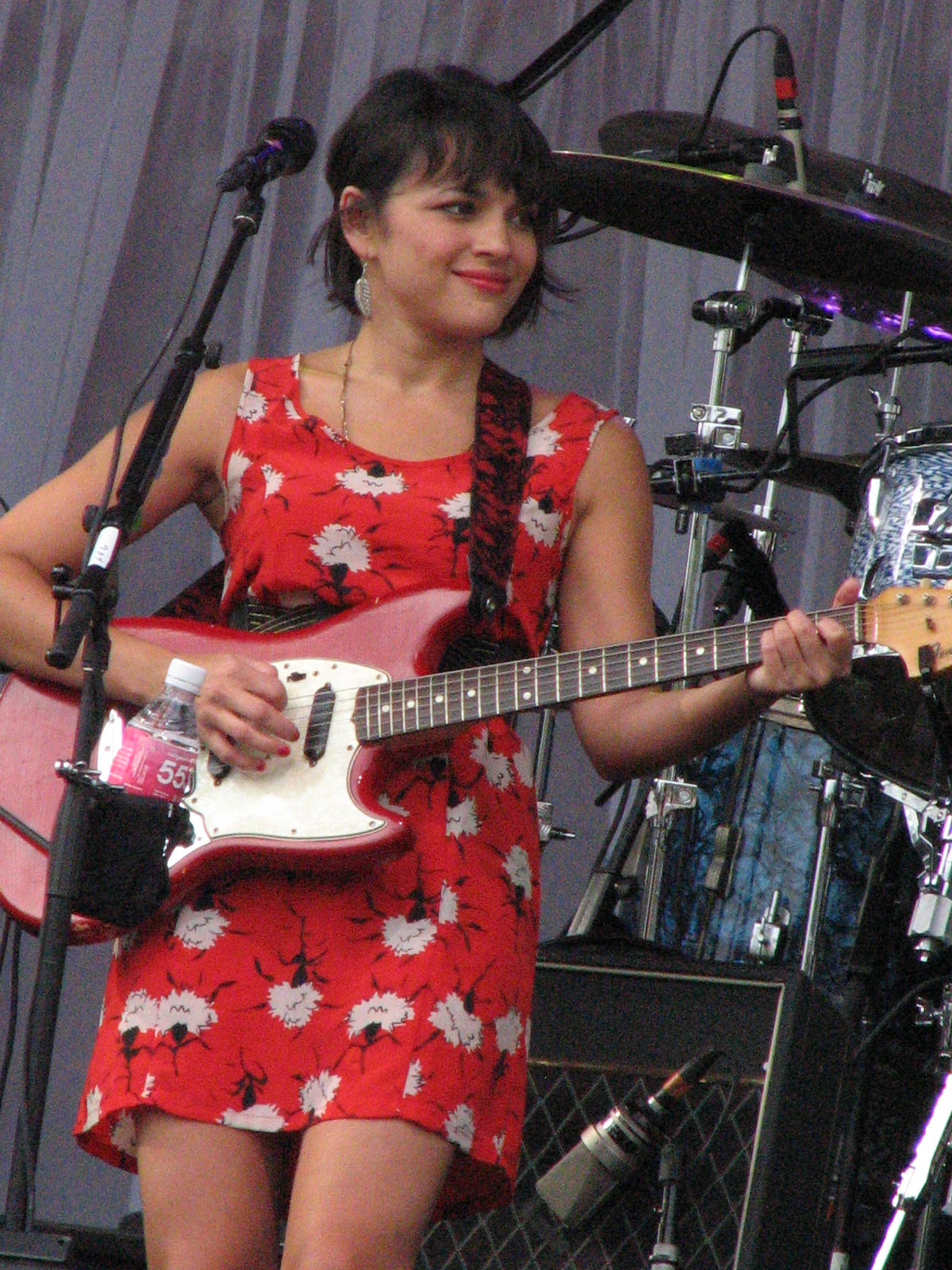
Norah Jones (2010)

Am 26. Januar 2007 erschien ihr Album Not Too Late. Im selben Jahr gab sie mit dem Part der Elizabeth in My Blueberry Nights, dem US-amerikanischen Roadmovie des Regisseurs Wong Kar-wai, ihr Debüt als Schauspielerin. Der Film eröffnete im Mai 2007 die 60. Filmfestspiele von Cannes.
Am 13. November 2009 erschien ihr viertes Studioalbum mit dem Titel The Fall. Im November 2010 folgte das Album … Featuring und im April 2012 das Album Little Broken Hearts, das von DJ Danger Mouse produziert wurde. Zu dessen in Kooperation mit Daniele Luppi produziertem Album Rome hatte sie 2011 bereits für einige Stücke mit ihrer Stimme beigetragen. Ihr sechstes Studioalbum Day Breaks wurde im Oktober 2016 veröffentlicht. 2021 erschien mit ’Til We Meet Again ihr erstes Livealbum.
Jones ist verheiratet und hat zwei Söhne (* 2014 und 2016).

## Diskografie
Studioalben

| Jahr | Titel Musiklabel                                 | Höchstplatzierung, Gesamtwochen, AuszeichnungChartplatzierungen (Jahr, Titel, Musiklabel, Platzierungen, Wochen, Auszeichnungen, Anmerkungen) | Höchstplatzierung, Gesamtwochen, AuszeichnungChartplatzierungen (Jahr, Titel, Musiklabel, Platzierungen, Wochen, Auszeichnungen, Anmerkungen) | Höchstplatzierung, Gesamtwochen, AuszeichnungChartplatzierungen (Jahr, Titel, Musiklabel, Platzierungen, Wochen, Auszeichnungen, Anmerkungen) | Höchstplatzierung, Gesamtwochen, AuszeichnungChartplatzierungen (Jahr, Titel, Musiklabel, Platzierungen, Wochen, Auszeichnungen, Anmerkungen) | Höchstplatzierung, Gesamtwochen, AuszeichnungChartplatzierungen (Jahr, Titel, Musiklabel, Platzierungen, Wochen, Auszeichnungen, Anmerkungen) | Anmerkungen                                                   |
| Jahr | Titel Musiklabel                                 | DE | AT | CH | UK | US | Anmerkungen                                                   |
| ---- | ------------------------------------------------ | --- | --- | --- | --- | --- | ------------------------------------------------------------- |
| 2002 | Come Away with Me Blue Note Records (EMI)        | DE2 ×5Fünffachgold · (142 Wo.)DE | AT2 ×2Doppelplatin · (101 Wo.)AT | CH2 ×3Dreifachplatin · (135 Wo.)CH | UK1 ×8Achtfachplatin · (152 Wo.)UK | US1 ×2Diamant + Doppelplatin · (164 Wo.)US | Erstveröffentlichung: 26. Februar 2002 Verkäufe: + 27.000.000 |
| 2004 | Feels Like Home Blue Note Records (EMI)          | DE1 ×3Dreifachplatin · (64 Wo.)DE | AT1 ×3Dreifachplatin · (53 Wo.)AT | CH1 ×3Dreifachplatin · (62 Wo.)CH | UK1 ×4Vierfachplatin · (48 Wo.)UK | US1 ×4Vierfachplatin · (71 Wo.)US | Erstveröffentlichung: 9. Februar 2004 Verkäufe: + 9.060.000   |
| 2007 | Not Too Late Blue Note Records (EMI)             | DE1 Platin · (32 Wo.)DE | AT1 ×2Doppelplatin · (22 Wo.)AT | CH1 ×2Doppelplatin · (34 Wo.)CH | UK1 Gold · (13 Wo.)UK | US1 ×2Doppelplatin · (34 Wo.)US | Erstveröffentlichung: 26. Januar 2007 Verkäufe: + 3.437.500   |
| 2009 | The Fall Blue Note Records (EMI)                 | DE3 Gold · (17 Wo.)DE | AT3 Gold · (25 Wo.)AT | CH1 Platin · (22 Wo.)CH | UK24 Gold · (6 Wo.)UK | US3 Platin · (25 Wo.)US | Erstveröffentlichung: 13. November 2009 Verkäufe: + 3.000.000 |
| 2012 | Little Broken Hearts Blue Note Records (EMI)     | DE3 (13 Wo.)DE | AT1 (17 Wo.)AT | CH1 (21 Wo.)CH | UK4 (4 Wo.)UK | US2 Gold · (26 Wo.)US | Erstveröffentlichung: 27. April 2012 Verkäufe: + 1.000.000    |
| 2016 | Day Breaks Blue Note Records (UMG)               | DE3 (14 Wo.)DE | AT2 Platin · (16 Wo.)AT | CH1 (14 Wo.)CH | UK9 (4 Wo.)UK | US2 (12 Wo.)US | Erstveröffentlichung: 7. Oktober 2016 Verkäufe: + 92.500      |
| 2020 | Pick Me Up Off the Floor Blue Note Records (UMG) | DE6 (7 Wo.)DE | AT2 (8 Wo.)AT | CH1 (12 Wo.)CH | UK47 (1 Wo.)UK | US87 (1 Wo.)US | Erstveröffentlichung: 12. Juni 2020                           |
| 2024 | Visions Blue Note Records (UMG)                  | DE7 (2 Wo.)DE | AT3 (5 Wo.)AT | CH3 (5 Wo.)CH | UK80 (1 Wo.)UK | US168 (1 Wo.)US | Erstveröffentlichung: 8. März 2024                            |

## Bandbeteiligungen
- The Little Willies
- El Madmo
- Puss n Boots

## Auszeichnungen
Jones hat zahlreiche Preise gewonnen, darunter die folgenden Grammy Awards:
- 2003: Best Pop Vocal Album – Come Away with Me
- 2003: Album of the Year – Come Away with Me
- 2003: Best Engineered Album, Non-Classical – Come Away with Me
- 2003: Record of the Year – Don’t Know Why
- 2003: Best Female Pop Vocal Performance – Don’t Know Why
- 2003: Song of the Year – Don’t Know Why
- 2003: Best New Artist
- 2005: Best Pop Collaboration with Vocals – Here We Go Again (mit Ray Charles)
- 2005: Best Female Pop Vocal Performance – Sunrise
- 2005: Record of the Year – Here We Go Again (mit Ray Charles)

## Filmografie
- 2007: My Blueberry Nights
- 2017: ARTE – Baloise Session 2016: Norah Jones (Aufnahme bei der Baloise Session, Basel)[8]

- 2023: ARTE – Baloise Session 2023: Norah Jones (Aufnahme bei der Baloise Session, Basel)[9]

Gastauftritte
- 2002: Ein Chef zum Verlieben (als sie selbst)
- 2008: Sesamstraße (als sie selbst)
- 2009: 30 Rock (als sie selbst)
- 2012: Ted (als sie selbst)